# Paul Bennett (Ruderer)

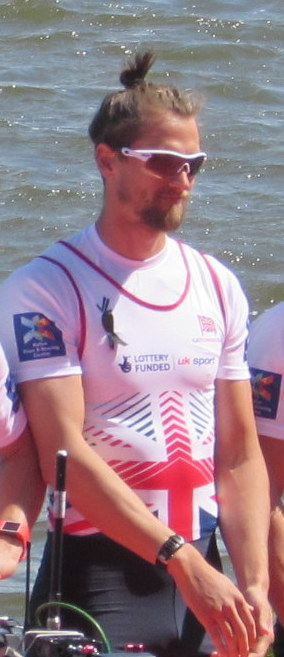
Paul Bennett, 2016

Paul Bennett, MBE (* 16. Dezember 1988 in Leeds) ist ein britischer Ruderer und Olympiasieger.
Bennett trat 2013 erstmals im Ruder-Weltcup an und belegte in Eton den siebten Platz im Zweier ohne Steuermann. Vor dem Weltcup-Finale 2014 wechselte Bennett in den britischen Achter, bei den Weltmeisterschaften 2014 in Amsterdam siegte der britische Achter vor dem deutschen Boot. 2015 kam der Deutschland-Achter bei den Europameisterschaften vor dem britischen Boot ins Ziel, bei den Weltmeisterschaften auf dem Lac d’Aiguebelette gewann der britische Achter vor dem deutschen Boot. Zum Saisonauftakt 2016 belegte Bennett mit dem britischen Achter hinter Deutschen und Russen den dritten Platz bei den Europameisterschaften in Brandenburg an der Havel. Im Finale der Olympischen Spiele 2016 gelang den Briten wie bei den drei Weltmeisterschaften seit 2013 ein Sieg vor dem Deutschland-Achter.
Der 2,07 Meter große Paul Bennett rudert für den University of London Boat Club.